# گزارشگر ویژه سازمان ملل متحد در مورد حقوق آزادی اجتماعات مسالمت آمیز و انجمن
گزارشگر ویژه سازمان ملل متحد در مورد حقوق آزادی اجتماعات مسالمت آمیز و تشکل به‌طور مستقل برای اطلاع‌رسانی و مشاوره به شورای حقوق بشر سازمان ملل متحد کار می‌کند. گزارشگر ویژه حقوق آزادی اجتماعات مسالمت‌آمیز و تشکل در سراسر جهان را بررسی، نظارت، توصیه و به صورت عمومی گزارش می‌کند.
این موضع توسط قطعنامه ۱۵/۲۱ شورای حقوق بشر در اکتبر ۲۰۱۰ ایجاد شد. این سمت داوطلبانه است و کارشناس، کارمند سازمان ملل محسوب نمی‌شود و برای کارش پولی دریافت نمی‌شود.
اولین مأمور کارشناس، ماینا کیایی، مسئولیت خود را در ۱ مه ۲۰۱۱ برای یک دوره اولیه سه ساله آغاز کرد. او دومین دوره سه ساله خود را در مه ۲۰۱۴ آغاز کرد و دوره خود را در ۳۰ آوریل ۲۰۱۷ به پایان رساند. کیایی یک وکیل و مدافع حقوق بشر از کنیا است.
سومین مأمور، کلمان نیالتسوسی ووله از توگو، در ۱ مارس ۲۰۱۸ وظایف خود را آغاز کرد.